# Le Signe des quatre (film, 1923)
Pour l’article homonyme, voir Le Signe des quatre.
Pour plus de détails, voir Fiche technique et Distribution.
Le Signe des quatre (The Sign of Four) est un film muet britannique réalisé par Maurice Elvey, sorti en 1923. Le scénario est adapté du roman Le Signe des quatre d'Arthur Conan Doyle. Sherlock Holmes est joué par Eille Norwood et le Docteur Watson par Arthur Cullin.
Ce long métrage fait partie d'une série de films (dont une grande majorité de courts-métrages) adaptés des aventures de Sherlock Holmes, réalisés entre 1921 et 1923 avec Eille Norwood dans le rôle du détective.
Le film est conservé au British Film Institute, mais reste longtemps inaccessible au grand public faute de numérisation et d'exploitation. En 2017, le film apparaît sur Youtube en version non restaurée. Le British Film Institute annonce en 2021 une restauration intégrale des épisodes de la série « Eille Norwood », dont Le Signe des quatre, pour une sortie commerciale prévue en 2023.

## Distribution
- Eille Norwood : Sherlock Holmes
- Isobel Elsom : Mary Morstan
- Fred Raynham : Prince Abdullah Khan
- Arthur M. Cullin : Docteur Watson
- Norman Page : Jonathan Small
- Humberston Wright : Docteur Sholto
- Henry Wilson : Pygmy
- Madame d'Esterre : Mrs Hudson
- Arthur Bell : l'inspecteur Anthony Jones